# Dziewanowo
Dziewanowo – wieś sołecka w Polsce położona w województwie mazowieckim, w powiecie płockim, w gminie Drobin.
W latach 1975–1998 miejscowość administracyjnie należała do województwa płockiego.

## Urodzeni w Dziewanowie
- Halina Jaroszewiczowa – polska działaczka niepodległościowa i społeczna, polityczka, posłanka na Sejm i senatorka w II RP, dama Orderu Virtuti Militari, ofiara zbrodni w Palmirach[8].